# Gessei no Kanon
Singles de Yui Sakakibara
Try Real!
(2008) Tsurugi no Mai
(2009)
Gessei no Kanon est le 14e single de Yui Sakakibara sorti sous le label LOVE×TRAX Office le 26 novembre 2008 au Japon. Il arrive 47e à l'Oricon, il reste classé 2 semaines pour un total de 3 240 exemplaires vendus.
Gessei no Kanon a été utilisé comme thème d'ouverture pour le jeu vidéo Galaxy Angel II Eigou Kaiki no Toki sur PlayStation 2, et Unmei no Revolution comme thème de fermeture. Gessei no Kanon et Unmei no Revolution se trouvent sur la compilation Evergreen.

## Liste des titres
| 1. | Gessei no Kanon (月聖ノ蒼炎曲(カノン))                | Agematsu Noriyasu | Fujima Hitoshi | 3:56 |
| 2. | Unmei no Revolution (運命のRevolution)                | Bee               | Daisuke Kikuta | 4:23 |
| 3. | Gessei no Kanon (Instrumental) (月聖ノ蒼炎曲(カノン)) | Agematsu Noriyasu | Fujima Hitoshi | 3:56 |
| 4. | Unmei no Revolution (Instrumental) (運命のRevolution) | Bee               | Daisuke Kikuta | 4:21 |

| 1. | Gessei no Kanon (月聖ノ蒼炎曲(カノン)) |  |